# Château de Sonis (Mouterhouse)
Pour les articles homonymes, voir Sonis.
Le château de Sonis se situe dans la commune française de Mouterhouse et le département de la Moselle.

## Histoire
Le château est construit vers 1830, dans l'écart de Vieille Fonderie (lieu-dit Altschmelz), pour Pierre René Orono de Sonis, propriétaire de la Société Anonyme des Forges et Usines de Mouterhouse.